# PECS
     Stati membri ESA
     Stati Membri Associati
     Stati aderenti al PECS
     Stati firmatari di un Accordo di Cooperazione

Stati membri ESA
Stati Membri Associati
Stati aderenti al PECS
Stati firmatari di un Accordo di Cooperazione

Con l'acronimo PECS si intende Plan for European Co-operating States, un organismo dell'Agenzia Spaziale Europea teso allo sviluppo scientifico e industriale dei paesi che sono entrati nell'Unione europea dopo il 2004.
Attualmente ne fanno parte:
- Bulgaria
- Cipro
- Croazia

Ex appartenenti:
- Lettonia: membro associato dal 2020
- Lituania: membro associato dal 2021
- Polonia: membro ESA dal 2012
- Rep. Ceca: membro ESA dal 2008
- Romania: membro ESA dal 2011
- Slovacchia: membro associato dal 2022
- Slovenia: membro associato dal 2016

## Altri Stati con cui l'ESA ha firmato un accordo di cooperazione
- Israele
- Malta
- Ucraina
- Turchia

## Stati europei con cui l'ESA non ha firmato accordi
- Albania
- Andorra
- Bielorussia
- Bosnia ed Erzegovina
- Città del Vaticano
- Islanda
- Liechtenstein
- Macedonia del Nord
- Moldavia
- Montenegro
- Monaco
- San Marino
- Serbia